# Tête Blanche
Pour les articles homonymes, voir Tête blanche.
La tête Blanche est une montagne des Alpes pennines à la frontière entre la Suisse et l'Italie. Le sommet se trouve près de la tête de Valpelline, de la dent d'Hérens, de la dent Blanche et du Cervin.

## Géographie
La tête Blanche surplombe la Valpelline du côté italien, et le val d'Hérens du côté suisse. C'est un sommet arrondi et glaciaire du côté nord, rocheux et abrupt du côté sud. Il permet une vue dégagée sur un grand nombre de « 4 000 » des Alpes occidentales et centrales.
Ce sommet constitue le point le plus septentrional de la Vallée d'Aoste.

## Alpinisme

### Voies d'accès
L'ascension du côté valdôtain commence d'habitude au refuge Aoste. Trois voies sont possibles du côté suisse. La première part de la cabane de Bertol au-dessus d'Arolla. La deuxième part de la cabane Rossier (ou de la Dent-Blanche) au-dessus de Ferpècle. La troisième part de la cabane de Schönbiel, dans la haute vallée de Zermatt.
Situé sur la Haute Route Chamonix-Zermatt, ce sommet est aussi le point culminant de la Patrouille des Glaciers.